# Bộ quân lệnh (Đế quốc Nhật Bản)

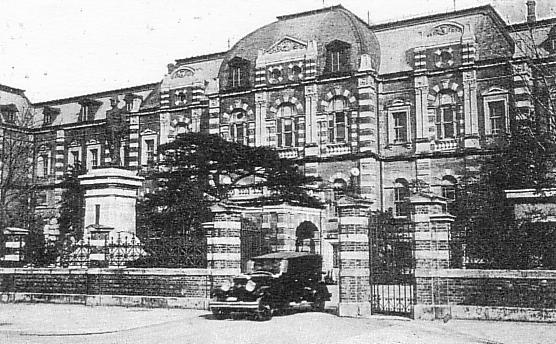
Tổng hành dinh Hải quân Đế quốc Nhật Bản, những năm 1930

Bộ quân lệnh (軍令部 Gunreibu, có thể dịch là Bộ Tổng tham mưu Hải quân) là cơ quan tối cao trong nội bộ Hải quân Đế quốc Nhật Bản. Cơ quan này phụ trách công việc phát thảo và điều hành các chiến dịch của Hải quân Nhật ở mức khu vực và được lãnh đạo bởi một đô đốc tại căn cứ ở Tokyo.

## Lịch sử
Được thành lập vào năm 1893, Bộ quân lệnh tiếp quản quyền điều hành Hải quân Đế quốc Nhật Bản từ Bộ Hải quân nhằm cho phép Bộ Hải quân tập chung vào công việc quản lý hành chính. Bộ chịu trách nhiệm lên kế hoạch và thực hiện các chiến lược quốc phòng. Là một phần của Đại bản doanh Đế quốc, Bộ quân lệnh báo cáo trực tiếp cho Thiên hoàng chứ không phải là Thủ tướng, Quốc hội Nhật Bản hay Bộ Hải quân. Đứng đầu Bộ quân lệnh là một Phụ tá Thống soái, do một Hải quân Đại tướng (tương đương Đô đốc) đương chức làm việc từ trụ sở tại Tokyo.
"Bộ chịu trách nhiệm về ngân sách hải quân, đóng tàu, mua sắm vũ khí, nhân sự, quan hệ với Quốc hội và nội các và các chính sách hải quân cấp cao. Bộ quân lệnh chỉ đạo các hoạt động của hạm đội và chuẩn bị các kế hoạch chiến tranh".
Sau Hội nghị Hải quân Washington năm 1921-22, việc nước Nhật phải chịu giới hạn hạm đội họ nhở hơn Hải quân Hoa Kỳ và Hải quân Hoàng gia Anh chia rẽ Hải quân Nhật thành hai bè phái chính trị thù địch: Phe Hạm đội và Phe Hiệp ước. Các thành viên của Bộ Hải quân thiên về phe Hiệp ước và mong muốn duy trì Liên minh Anh-Nhật. Ngược lại, đa số các đô đốc thuộc Bộ quân lệnh nằm trong phe Hạm đội và ảnh hưởng chính trị của họ càng lớn mạnh vào những năm 1930 cùng với chủ nghĩa quân phiệt Nhật Bản ngày càng gia tăng. Bộ quân lệnh là bên đẩy mạnh kế hoạch tấn công Trân Châu Cảng chống lại mong muốn ngoại giao của Bộ Hải quân.
Sau năm 1937, cả Bộ trưởng Bộ Hải quân và Tư lệnh Bộ quân lệnh đều là thành viên của Đại bản doanh.
Với sự thất bại của Đế quốc Nhật Bản trong Thế chiến thứ hai, Bộ quân lệnh cùng với Hải quân đế quốc Nhật đã bị chính quyền chiếm đóng của Hoa Kỳ bãi bỏ vào tháng 11 năm 1945 và không được Hiến pháp sau chiến tranh Nhật Bản tái thành lập.

## Cơ quan
Bộ Tổng tham mưu được tổ chức như sau:
- Phân khúc 1: Cục điều hành
- Phân khúc 2: Cục vũ khí và huy động
- Phân khúc 3: Cục Tình báo
- Phân khúc 4: Cục Truyền thông

## Tư lệnh Bộ quân lệnh
| STT | Chân dung | Tư lệnh                                                  | Nhiệm kì                  | Nhiệm kì                  | Thời gian giữ chức |
| STT | Chân dung | Tư lệnh                                                  | Bắt đầu                   | Kết thúc                  | Thời gian giữ chức |
| --- | --------- | -------------------------------------------------------- | ------------------------- | ------------------------- | ------------------ |
| 1   |           | Chuẩn Đô đốc Nam tước Itō Toshiyoshi (1840-1921)         | Ngày 8 Tháng 3 Năm 1889   | Ngày 17 Tháng 5 Năm 1889  | 70 ngày            |
| 2   |           | Chuẩn Đô đốc Nam tước Arichi Shinanojō (1843-1919)       | Ngày 17 Tháng 5 Năm 1889  | Ngày 17 Tháng 6 Năm 1891  | 2 năm, 31 ngày     |
| 3   |           | Chuẩn Đô đốc Tử tước Inoue Yoshika (1845-1929)           | Ngày 17 Tháng 6 Năm 1891  | Ngày 12 Tháng 12 Năm 1892 | 1 năm, 178 ngày    |
| 4   |           | Phó Đô đốc Tử tước Nakamuta Kuranosuke (1837-1916)       | Ngày 12 Tháng 12 Năm 1892 | Ngày 18 Tháng 7 Năm 1894  | 1 năm, 218 ngày    |
| 5   |           | Đô đốc Bá tước Kabayama Sukenori (1837-1922)             | Ngày 18 Tháng 7 Năm 1894  | Ngày 11 Tháng 5 Năm 1895  | 297 ngày           |
| 6   |           | Nguyên soái Đô đốc Bá tước Itō Sukeyuki (1843-1914)      | Ngày 11 Tháng 5 Năm 1895  | Ngày 20 Tháng 12 Năm 1905 | 10 năm, 223 ngày   |
| 7   |           | Đô đốc Hầu tước Tōgō Heihachirō (1848-1934)              | Ngày 20 Tháng 12 Năm 1905 | Ngày 1 Tháng 12 Năm 1909  | 3 năm, 346 ngày    |
| 8   |           | Đô đốc Nam tước Ijuin Gorō (1848-1934)                   | Ngày 1 Tháng 12 Năm 1909  | Ngày 22 Tháng 4 Năm 1914  | 4 năm, 142 ngày    |
| 9   |           | Đô đốc Nam tước Shimamura Hayao (1858-1923)              | Ngày 22 Tháng 4 Năm 1914  | Ngày 1 Tháng 12 Năm 1920  | 6 năm, 223 ngày    |
| 10  |           | Đô đốc Nam tước Yamashita Gentarō (1863-1931)            | Ngày 1 Tháng 12 Năm 1920  | Ngày 15 Tháng 4 Năm 1925  | 4 năm, 135 ngày    |
| 11  |           | Đô đốc Nam tước Kantarō Suzuki (1868-1948)               | Ngày 15 Tháng 4 Năm 1925  | Ngày 22 Tháng 1 Năm 1929  | 3 năm, 282 ngày    |
| 12  |           | Đô đốc Kanji Kato (1870-1939)                            | Ngày 22 Tháng 1 Năm 1929  | Ngày 11 Tháng 6 Năm 1930  | 1 năm, 140 ngày    |
| 13  |           | Phó Đô đốc Taniguchi Naomi (1870-1941)                   | Ngày 11 Tháng 6 Năm 1930  | Ngày 2 Tháng 2 Năm 1932   | 1 năm, 236 ngày    |
| 14  |           | Nguyên soái Đô đốc Hoàng tử Fushimi Hiroyasu (1875-1946) | Ngày 2 Tháng 2 Năm 1932   | Ngày 9 Tháng 4 Năm 1941   | 9 năm, 66 ngày     |
| 15  |           | Nguyên soái Đô đốc Nagano Osami (1880-1947)              | Ngày 9 Tháng 4 Năm 1941   | Ngày 21 Tháng 2 Năm 1944  | 2 năm, 318 ngày    |
| 16  |           | Đô đốc Shimada Shigetarō (1883-1976)                     | Ngày 21 Tháng 2 Năm 1944  | Ngày 2 Tháng 8 Năm 1944   | 163 ngày           |
| 17  |           | Đô đốc Oikawa Koshirō (1883-1958)                        | Ngày 2 Tháng 8 Năm 1944   | Ngày 29 Tháng 5 Năm 1945  | 300 ngày           |
| 18  |           | Đô đốc Toyoda Soemu (1885-1957)                          | Ngày 29 Tháng 5 Năm 1945  | Ngày 15 Tháng 10 Năm 1945 | 139 ngày           |

### Sách
- Asada, Sadao (2006). From Mahan to Pearl Harbor: The Imperial Japanese Navy and the United States. US Naval Institute Press. ISBN 1-55750-042-8.
- Schencking, J. Charles (2005). Making Waves: Politics, Propaganda, And The Emergence Of The Imperial Japanese Navy, 1868-1922. Stanford University Press. ISBN 0-8047-4977-9.